# Arçay, Vienne

Arçay este o comună în departamentul Vienne, Franța. În 2009 avea o populație de 402 de locuitori.